# Tom Hoevenaars
Tom Hoevenaars (* 6. Oktober 1987 in Utrecht) ist ein niederländischer Squashspieler.

## Karriere
Tom Hoevenaars spielte von 2004 bis 2008 auf der PSA World Tour und erreichte in dieser Zeit einmal ein Endspiel. Im Mai 2008 gelang ihm mit Rang 87 seine beste Platzierung in der Weltrangliste. Mit der niederländischen Nationalmannschaft wurde er 2007 hinter England nach einer 0:4-Niederlage Vizeeuropameister. Mit dieser nahm er 2005 und 2007 an Weltmeisterschaften sowie auch an den Europameisterschaften 2006 und 2008 teil. Im Einzel stand er 2006 und 2007 im Hauptfeld der Europameisterschaften und schied 2006 in der zweiten Runde gegen Márk Krajcsák und ein Jahr darauf im Achtelfinale gegen Grégory Gaultier aus.

## Erfolge
- Vizeeuropameister mit der Mannschaft: 2007